# Stolnica sv. Janeza Krstnika, Trnava
Stolnica sv. Janeza Krstnika (slovaško Katedrála svätého Jána Krstiteľa, madžarsko Keresztelő Szent János székesegyház) je eden najpomembnejših zgodovinskih spomenikov Trnave, zahodne Slovaške.

## Zgodovina
Stolnica je prva povsem baročna stavba, zgrajena na današnjem Slovaškem. Je del kompleksa akademskih stavb. Donator te stolnice Miklós Eszterházy je njeno gradnjo leta 1629 zaupal italijanskima mojstroma Antoniu in Pietru Spazziju. Še nedokončana stolnica je bila posvečena leta 1637.

## Opis
Enoladijska dvostolpna stolnica z ravnim delom svetišča ima zahodni vidik in je dolga približno 61 metrov in široka 28 metrov. Nad glavnim portalom je ščit s figurami sedečih angelov in kamnitim grbom družine Esterházy.
Notranjost stolnice preseneti obiskovalca s svojo masivnostjo in raznolikostjo edinstvenih slik. Glavna ladja ima banjaste oboke z lunetami, v kapelah na obeh straneh ladje pa so križni oboki.
Največji zaklad celotne notranjosti je velikanski lesen glavni oltar, ki je bil dokončan med letoma 1637 in 1640. Pri njegovi izvedbi sta poleg avstrijskih mojstrov B. Knillinga in V. Knotha sodelovala še V. Stadler iz Trnave in mojster Ferdinand iz Cíferja. Oltar je visok 20,3 metra in širok 14,8 metra in je eden največjih tovrstnih oltarjev v Evropi.
Slikarska in štukarska dekoracija notranjosti je delo umetnikov Giovanni Battista Rossija, Jacopo Torninija in Pietro Antonio Contija. Poslikave stropa so delo severnoitalijanskih slikarjev F. I. Grafensteina in C. Ricchija.]
Cerkev nima samo duhovnih funkcij; zvrstilo se je veliko teoloških razprav in podelitev diplom. Zelo zanimive so tudi katakombe z grobovi.
Decembra 1978 je papež Janez Pavel II. cerkev ustanovil kot stolnico trnavske nadškofije. Ime nadškofije je bilo leta 1995 spremenjeno v nadškofijo Bratislava-Trnava in leta 2008 ponovno v nadškofijo Trnava. Stolnico je 9. novembra 2003 obiskal papež Janez Pavel II.